# 长叶地榆
长叶地榆（学名：Sanguisorba officinalis var. longifolia）为蔷薇科地榆属下的一个变种。